# James Bernard
James Michael Bernard (* 20. September 1925 in Indien; † 12. Juli 2001 in London) war ein britischer Drehbuchautor und Filmkomponist, der für seine einzige Drehbucharbeit 1952 den Oscar für die beste Originalgeschichte gewann und vor allem durch die von ihm komponierte Filmmusik für die Horror- und Science-Fiction-Filme der Filmproduktionsgesellschaft Hammer-Filme bekannt wurde.

## Leben
Bernard wurde als Sohn eines Offiziers der British Army in Indien geboren, zog allerdings bereits als Kleinkind aus gesundheitlichen Gründen nach England, wo er das Wellington College in Berkshire besuchte. Nachdem er 1942 im Alter von 17 Jahren die Komponisten Benjamin Britten und dessen Lebensgefährten, den Tenor Peter Pears, traf, entschloss er sich als Komponist zu arbeiten. Nachdem er zwischen 1943 und 1946 seinen Militärdienst in der Royal Air Force abgeleistet hatte, studierte er bei Imogen Holst und Herbert Howells Komposition am Royal College of Music. Nach dem Abschluss des Studiums 1949 arbeitete er zunächst als Komponist für Hörspiele der BBC.
Als er etwa 1950 den Drehbuchautor und Filmproduzenten Paul Dehn kennenlernte, ergaben sich gemeinsame berufliche Projekte, eine enge Freundschaft und schließlich eine bis zu Dehns Tod 1976 bestehende Lebenspartnerschaft. Die beiden schrieben das Drehbuch zu dem Filmthriller Eine Stadt hält den Atem an (Seven Days to Noon, 1950) von John und Roy Boulting mit Barry Jones, André Morell und Olive Sloane in den Hauptrollen. Hierfür wurden er und Dehn 1952 mit dem Oscar in der damals bestehenden Kategorie „Beste Originalgeschichte“ ausgezeichnet.
Ab Mitte der 1950er Jahre komponierte Bernard insbesondere die Filmmusik für die Horror- und Science-Fiction-Filme der Filmproduktionsgesellschaft Hammer-Filme sowie später für Dokumentationen über diese Produktionsgesellschaft und deren Stars wie die Fernsehserie Hammer House of Horror (1980), Peter Cushing: A One-Way Ticket to Hollywood (1989) und Flesh and Blood: The Hammer Heritage of Horror (1994).

## Filmografie (Auswahl)
- 1950: Eine Stadt hält den Atem an (Seven Days to Noon)
- 1955: Schock (The Quatermass Xperiment)
- 1956: XX unbekannt (X: The Unknown)
- 1957: Frankensteins Fluch (The Curse of Frankenstein)
- 1958: Velaba ruft (Nor the Moon by Night)
- 1958: Dracula (Horror of Dracula)
- 1959: Der Hund von Baskerville (The Hound of the Baskervilles)
- 1959: Die Würger von Bombay (The Stranglers of Bombay)
- 1960: Terror der Tongs (The Terror of the Tongs)
- 1962: Sie sind verdammt (The Damned)
- 1963: Der Kuß des Vampirs (The Kiss of the Vampire)
- 1964: Die brennenden Augen von Schloss Bartimore (The Gorgon)
- 1965: Blut für Dracula (Dracula – Prince of Darkness)
- 1966: Nächte des Grauens (The plague of the Zombies)
- 1967: Der Foltergarten des Dr. Diabolo (Torture Garden)
- 1967: Frankenstein schuf ein Weib (Frankenstein Created Woman)
- 1968: Die Braut des Teufels (The Devil Rides Out)
- 1968: Draculas Rückkehr (Dracula Has Risen from the Grave)
- 1969: Frankenstein muß sterben (Frankenstein Must Be Destroyed)
- 1970: Wie schmeckt das Blut von Dracula? (Taste the Blood of Dracula)
- 1970: Dracula – Nächte des Entsetzens (Scars of Dracula)
- 1985: Mörderelite – Schreie in der Nacht (Murder Elite)

## Auszeichnungen
- 1952: Oscar für die beste Originalgeschichte

## Soundtrack
- Music From the Hammer Films. Music by James Bernard, Christopher Gunning, David Whitaker;  Silva Screen Records, London 1989, Tonträger-Nr. FILMCD 066